# تقنية اورشيد

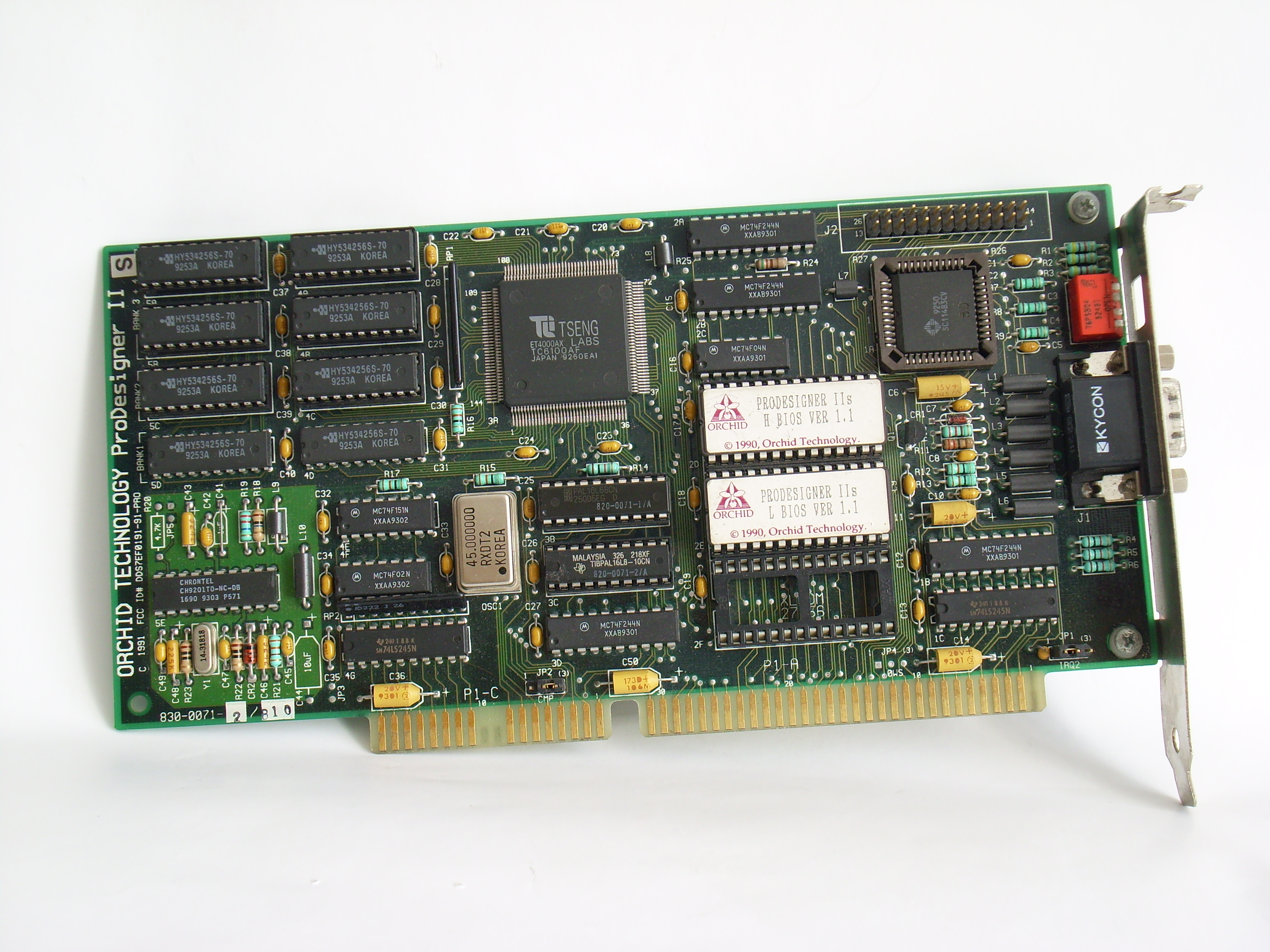
مصمّم محترف اورشيد آي آي إس بطاقة رسوميات

تقنية اورشيد (بالإنجليزية: Orchid Technology)‏ شركة خاصّة أسّسها لي نهون بوي [الإنجليزية] عام 1982.

## نبذة تاريخية

### الأعوام 1982-1984
كان المنتج الرئيس للشركة هو بطاقات PCNet، وهي بطاقة اتصال محلية بسرعة 1 ميغابت بالثانية، بطاقة اتصال الشبكة هذه كانت لحاسوب آي بي إم الشخصي والناسخات.
الجدير بالذكر أن كلمة أورشيد هي المرادف لشبكة الاتصال المحلية باللغة الفيتنامية، وهو أصل اسم الشركة.
بعد نجاح هذا المنتج، شرعت الشركة بإنتاج بطاقات إضافية عالية الأداء، أبرزها بطاقة LIM (لوتس ، إنتل معيار مايكروسوفت) التي وسعت بيئة الـدوس حتى 1 ميغا، من بطاقات الشبكة متعددة الأغراض التي تتضمن ذاكرة الوصول العشوائي، والساعة، ومنافذ الطابعة التسلسلية وإمكانيات شبكة كوكس ونموذج الإنترنت (COAX TCP-IP)، كما طورت أورشيد نظام التشغيل الخاص بها بالإضافة إلى كونها وواحدة من أول خمس صناع للمعدات الأصلية من نوفيل (Novell)
كما تضمنت منتجات أخرى للحواسيب مثل PC Turbo، وTinyTurbo وTurboVGA، تضمنت معالجات إنتل 80816 ‏ وإنتل 80286. وذلك لكون أنظمة التشغيل تستحوذ على الكثير من الموارد، وقد عادت أورشيد إلى مرحلتها الأولى كمصنع للوحات أجهزة الحاسوب.

### 1984-1986
انتقلت الشركة بين عامي 1984 و1986 لتصميم بطاقة رسوميات أوتوكات، ولاحقاً قدمت الشركة بطاقات الذاكرة وكروت فيديو.

### بعد 1988
بدأت شركة أوركيت بتصميم ومبيع لوحات أم ذات سطح التوصيلات الخلفي للوحة الأم
ضمن قسم أنظمة الامتياز. ومع ذلم، لم تتمكن الشركة من الحصول على حصة كبيرة في السوق المشتركة بسبب المنافسة الشديدة من صانعي اللوحات الأم.

### 1994
في أغسطس عام 1994، استولت شركة مايكرونيكس كومبيوتر (Micronics Computers, Inc) المصنعة للوحات الأم، وباعت الشركة منتجاتها عبر شركات (Direct to Fortune)، والشركات المصنة للمعدات الأصلية وتكامل الأنظمة والموزعين الوطنيين مثل Gates/FA، وIngram Micro,وغيرهم.